# 熊晋
熊晋，江西南昌人，是一名清朝政治人物。监生出身。
熊晋曾于1751年接替刘耀珪任青浦县知县一职，1752年由周隆谦接任。